# Almismotiempo
Almismotiempo es el primer álbum de estudio de la cantautora chilena Camila Moreno, lanzado en 2009 por la casa discográfica Sello Azul, como premio a la quinta convocatoria del concurso realizado por el sello para el descubrimiento de nuevos talentos.

## Lista de canciones
Toda la música compuesta por Camila Moreno. 
| N.º   | Título                   | Duración |  |
| 1.    | «Antes que»              | 3:54     |  |
| 2.    | «Millones»               | 3:44     |  |
| 3.    | «Delfín del deseo»       | 3:50     |  |
| 4.    | «Cosas que no se rompen» | 3:12     |  |
| 5.    | «Ay!»                    | 2:45     |  |
| 6.    | «La necesidad»           | 4:24     |  |
| 7.    | «Siempre que hago algo»  | 3:25     |  |
| 8.    | «Lo cierto»              | 5:05     |  |
| 9.    | «Primero me apuné»       | 4:31     |  |
| 10.   | «Cae y calla»            | 3:03     |  |
| 11.   | «Pera»                   | 5:04     |  |
| 12.   | «Trenza»                 | 3:21     |  |
| 43:30 |                          |          |  |